# Besse-sur-Issole
Besse-sur-Issole este o comună în departamentul Vaucluse din sud-estul Franței. În 2009 avea o populație de 2.855 de locuitori.

## Evoluția populației
| An        | 1975 | 1982  | 1990  | 1999  | 2006  | 2009  |
| --------- | ---- | ----- | ----- | ----- | ----- | ----- |
| Populație | 756  | 1.040 | 1.342 | 1.779 | 2.630 | 2.855 |